# SN 2006nt
SN 2006nt – supernowa typu Ia odkryta 20 października 2006 roku w galaktyce A025358+0059. W momencie odkrycia miała maksymalną jasność 22,00m.